# Fissurellidea patagonica
Fissurellidea patagonica is een slakkensoort uit de familie van de Fissurellidae. De wetenschappelijke naam van de soort is voor het eerst geldig gepubliceerd in 1907 door Strebel.